# Hermann Bottenbruch
Hermann Bottenbruch (* 14. September 1928 in Mülheim an der Ruhr; † 20. Mai 2019 in Gelsenkirchen) war ein deutscher Mathematiker und Informatiker.

## Leben
Bottenbruch wuchs in Mülheim an der Ruhr auf. In der Endphase des Zweiten Weltkrieges diente er als Flakhelfer. Im Jahre 1947 begann er ein Mathematikstudium an der Rheinischen Friedrich-Wilhelms-Universität Bonn, welches er 1951 mit dem Diplom abschloss. Daraufhin wurde er Mitarbeiter am von Alwin Walther gegründeten „Institut für Praktische Mathematik“ an der Technischen Hochschule Darmstadt. Bottenbruch wurde 1957 bei Alwin Walther mit der Dissertation „Übersetzung von algorithmischen Formelsprachen in die Programmsprachen von Rechenmaschinen“ promoviert.
Im selben Jahr wurde er auf Empfehlung von Alwin Walther Mitglied der Internationalen Arbeitsgruppe für eine neue Programmiersprache, die die bisherigen Erkenntnisse bündeln und vereinheitlichen sollte – laut Friedrich Bauer prägte (wenigstens für Deutschland) Bottenbruch den Namen: „Algol“ – für algorithmische Sprache, bzw. auf Englisch „Algorithmic Language“. Im Jahre 1958 trafen sich die Mitglieder der Arbeitsgruppe – Friedrich L. Bauer, Hermann Bottenbruch, Heinz Rutishauser, Klaus Samelson, John Backus, Charles Katz, Alan Perlis und Joseph Henry Wegstein an der ETH Zürich. Das Ergebnis der Bemühungen war Algol 58.
In den Jahren 1960 und 1961 arbeitete Bottenbruch am Oak Ridge National Laboratory. Danach übernahm er eine leitende Position in der deutschen Industrie, wo er u. a. als Spezialist für Schornsteinbau fungierte, bis er 1994 seine eigene Firma Primasoft GmbH in Oberhausen gründete, die EDV-Beratung und Datenbanklösungen anbietet. Eine der ersten Implementationen einer Binären Suche, die nicht die Einschränkung der Länge auf eine Zweierpotenz hat, stammt von Bottenbruch, veröffentlicht im April 1962.
Hermann Bottenbruch verstarb am 20. Mai 2019 in Gelsenkirchen.

## Publikationen
- Übersetzung von algorithmischen Formelsprachen in die Programmsprachen von Rechenmaschinen, Dissertation, 1957. Abgedruckt in: Zeitschrift für mathematische Logik und Grundlagen der Mathematik, Bd. 4, 1958.
- Construction of command languages and their translation into the program language of turing machines : applications of logic to advanced digital computer programming, 1957
- Proposal for a universal language for the description of computing processes. 1958. Zusammen mit Friedrich L. Bauer, Heinz Rutishauser und Klaus Samelson
- Structure and use of ALGOL 60, 1961
- Industrieschornsteine. Wirkung, Planung, Konstruktion. Tagungsleitung, Deutsche Bauindustrie. Bundesfachabteilung Feuerfest- und Schornsteinbau
- Begutachten, Sanieren und Umbauen freistehender Schornsteine in Massivbauart. Arbeitstagung, Essen 1986